# Polycarpaea hassleriana
Polycarpaea hassleriana är en nejlikväxtart som beskrevs av Chod. Polycarpaea hassleriana ingår i släktet Polycarpaea och familjen nejlikväxter. Inga underarter finns listade i Catalogue of Life.